# Viktoriagatan, Göteborg
Viktoriagatan är en närmare 600 meter lång gata i stadsdelen Vasastaden. Den sträcker sig från Nya Allén och upp till Föreningsgatan. År 1905 anges gatan vara 117 meter lång, med en medelbredd av 17,8 meter och en areal av 2 100 kvadratmeter.

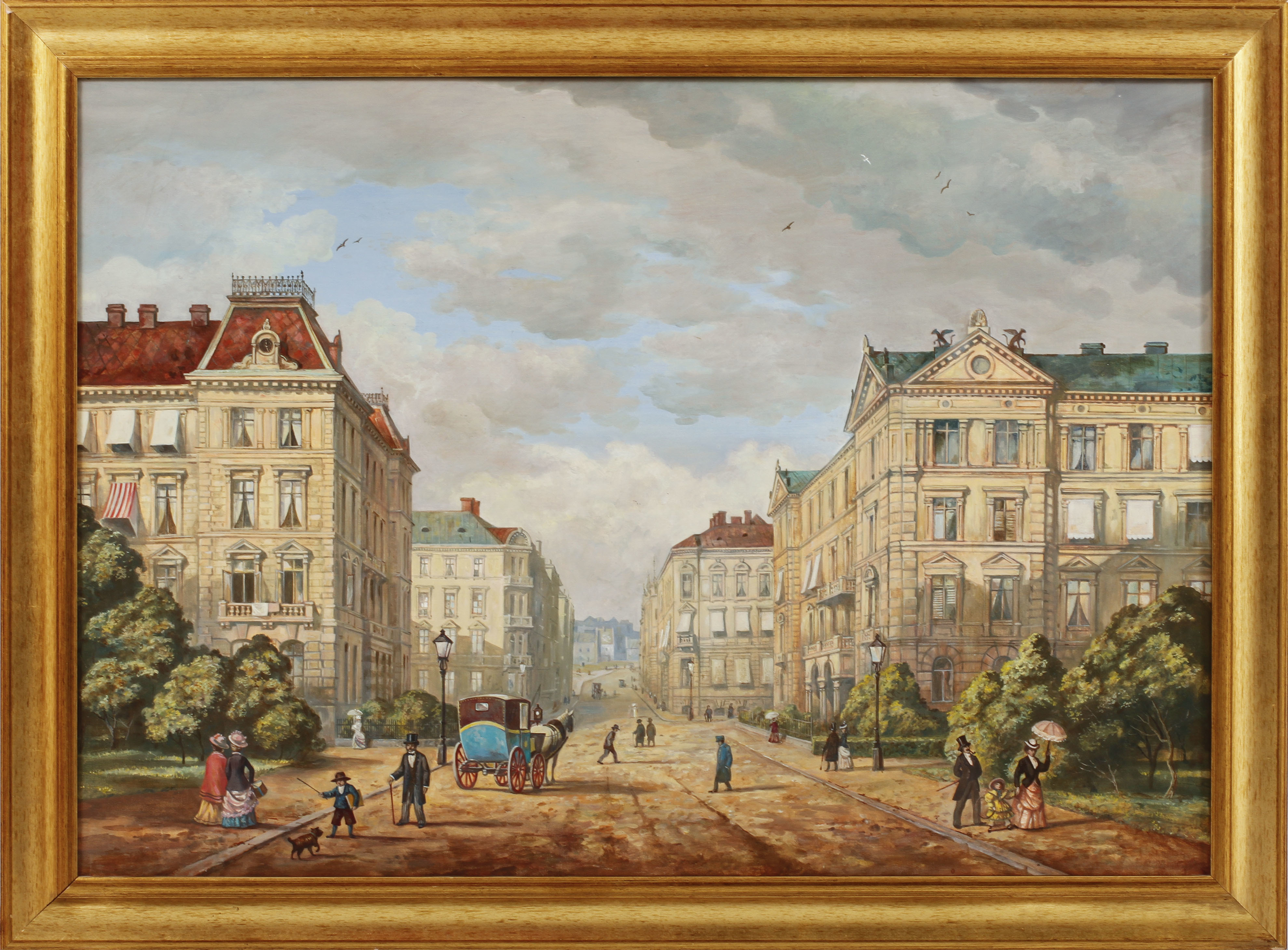
Viktoriagatan ca 1880 från Parkgatan med Viktoriagatan 2 till vänster.

Viktoriagatan fick sitt namn 1882 som en hyllning åt kronprinsessan Viktoria, som kom till Sverige via Göteborg för första gången 1881. Det var kommunalpolitikern Philip Leman som föreslog namnet. Gatan var tidigare en fortsättning på Magasinsgatan, med namnet Övre Magasinsgatan (1867-82), mellan "gångbron öfver Vallgrafven till Ulriceberg". Ulriceberg var ett landeri i trettonde roten vid dåvarande Magasinsgatan 107. Namnet kommer av Ulrika som var hustru till innehavaren av landeriet, gästgivare Joh. Söderling. Engelbrektsgatan föreslogs som namn 1880 av ett utskott av Göteborgs stadsfullmäktige.
Övre Viktoriagatan var från 1886 namnet på Viktoriagatans övre "bygelformade utgrening". Den har utgått (>1972) på grund av ändring i stadsplanen, och delvis ersatts av Södra Viktoriagatan som är Viktoriagatans förlängning upp till Övre Besvärsgatan.
Södra Viktoriagatan, i stadsdelen Landala, tillkom år 1974 då Viktoriagatan delades av trappor vid Föreningsgatan.
På sin väg mot Föreningsgatan, passerar Viktoriagatan; Parkgatan – Storgatan – Bellmansgatan – Vasagatan – Engelbrektsgatan och Thorildsgatan.
Det cirka 70 meter långa avsnittet av Viktoriagatan mellan Thorildsgatan och Föreningsgatan är endast för gång- och cykeltrafik.

## Vasa Viktoriagatan spårvagnshållplats
Vasa Viktoriagatan är en spårvagnshållplats i Vasagatan vid korsningen med Viktoriagatan som trafikeras av spårvagnslinje 2 och 3.

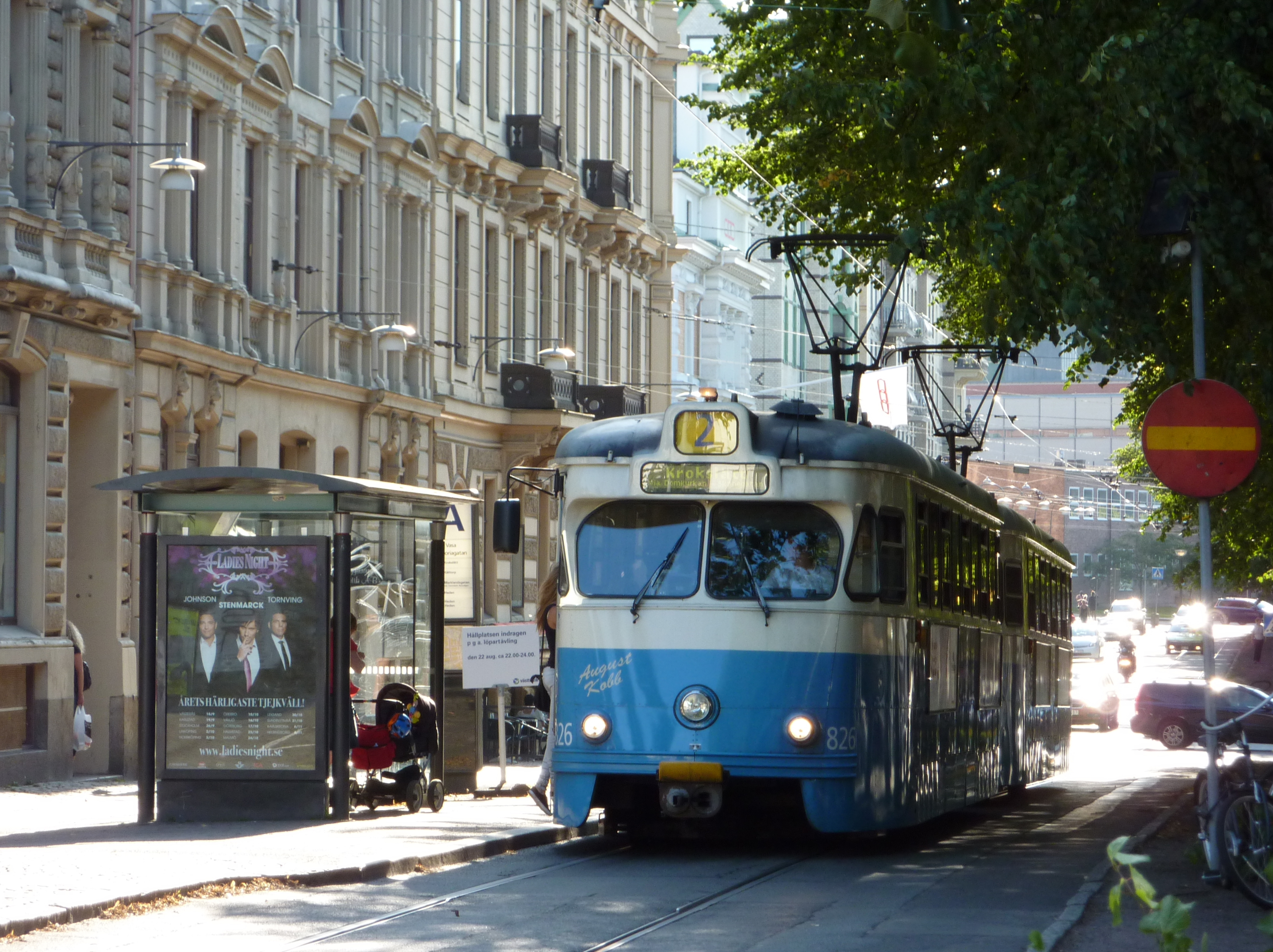

I närheten finns även Hagakyrkan spårvagnshållplats i Parkgatan 150 meter från korsningen med Viktoriagatan. Den byggdes på 1990-talet och ersatte de två tidigare hållplatserna Park Viktoriagatan och Skolgatan.

## Byggnader
- Viktoriagatan 2 - i Kvarteret Almen är en bostadsfastighet från 1875.
- Viktoriagatan 13 – "Eduard Magnus Minne", en stenbyggnad med 40 lägenheter som invigdes den 15 mars 1882. Det var Göthilda Magnus, gift Fürstenberg, som tagit initiativet till en välgörenhetsstiftelse där mindre bemedlade kunde bo hyresfritt.[11]
- Viktoriagatan 15 – i kvarteret Rydboholm stod klart 1897 efter ritningar av C.F. Ebeling och har förklarats som byggnadsminne av länsstyrelsen.[12]
- Viktoriagatan 17 – "Villa Darjeeling" är ett bostadshus i sten uppfört 1911–12 för familjen Pinéus och ritat av arkitekten Charles Lindholm.[13]